# Cyrian Ravet
Pour les articles homonymes, voir Ravet.
Cyrian Ravet, né le 5 septembre 2002 à Décines-Charpieu, est un taekwondoïste français.
Il est triple champion d'Europe senior et médaillé de bronze aux Jeux olympiques de Paris 2024. Il intègre l'Armée des champions en décembre 2021. 
Le 14 septembre 2024, il est fait chevalier de l'Ordre national du Mérite.

## Carrière
Après s'être essayé au basket et au football, il débute à l'âge de 8 ans le Taekwondo dans le club de Bron (69). Actuellement licencié au Taekwondo Asnières Elite (92), il intègre en septembre 2020 l'Institut National du Sport de l'Expertise et de la Performance (INSEP).
Aux championnats d'Europe pour catégories olympiques 2020 à Sarajevo, Cyrian Ravet remporte la médaille d'or dans la catégorie des moins de 58 kg. La France n'avait plus remporté de titre continental chez les seniors hommes depuis Mickael Borot (2006, Bonn).
Aux championnats d'Europe 2021, il est sacré pour la première fois à 18 ans seulement, en battant en finale l'Espagnol Adrián Vicente Yunta.
Lors du tournoi de qualification olympique disputé à Sofia le 7 mai 2021, Cyrian Ravet s'incline en demi-finale de la compétition face au Hongrois Omar Gergely Salim. Il termine troisième de l'épreuve. Seuls les deux premiers — vainqueurs des demi-finales — se qualifient pour les Jeux olympiques de Tokyo 2020.
Aux Championnats d'Europe 2022, il conserve son titre européen à Manchester (Royaume-Uni) en dominant notamment le champion olympique en titre, Vito Dell'Aquila en demi-finale, puis l'Irlandais Jack Woolley en finale. En juin, à Rome (Italie), il est éliminé en quart de finale lors de son premier Grand Prix (épreuve qui rassemble les 32 meilleurs internationaux dans chaque catégorie olympique). Trois mois plus tard, à domicile et devant son public, Cyrian remporte le GP de Paris-Levallois en dominant notamment le Coréen Jun Jang (champion du monde 2019) et le Tunisien Mohamed Jendoubi (médaillé d'argent aux Jeux olympiques de Tokyo). Éliminé en huitième de finale lors de ses premiers championnats du monde seniors en novembre, Cyrian Ravet ponctue son année 2022 en remportant la médaille de bronze au Grand Prix Final en Arabie Saoudite.

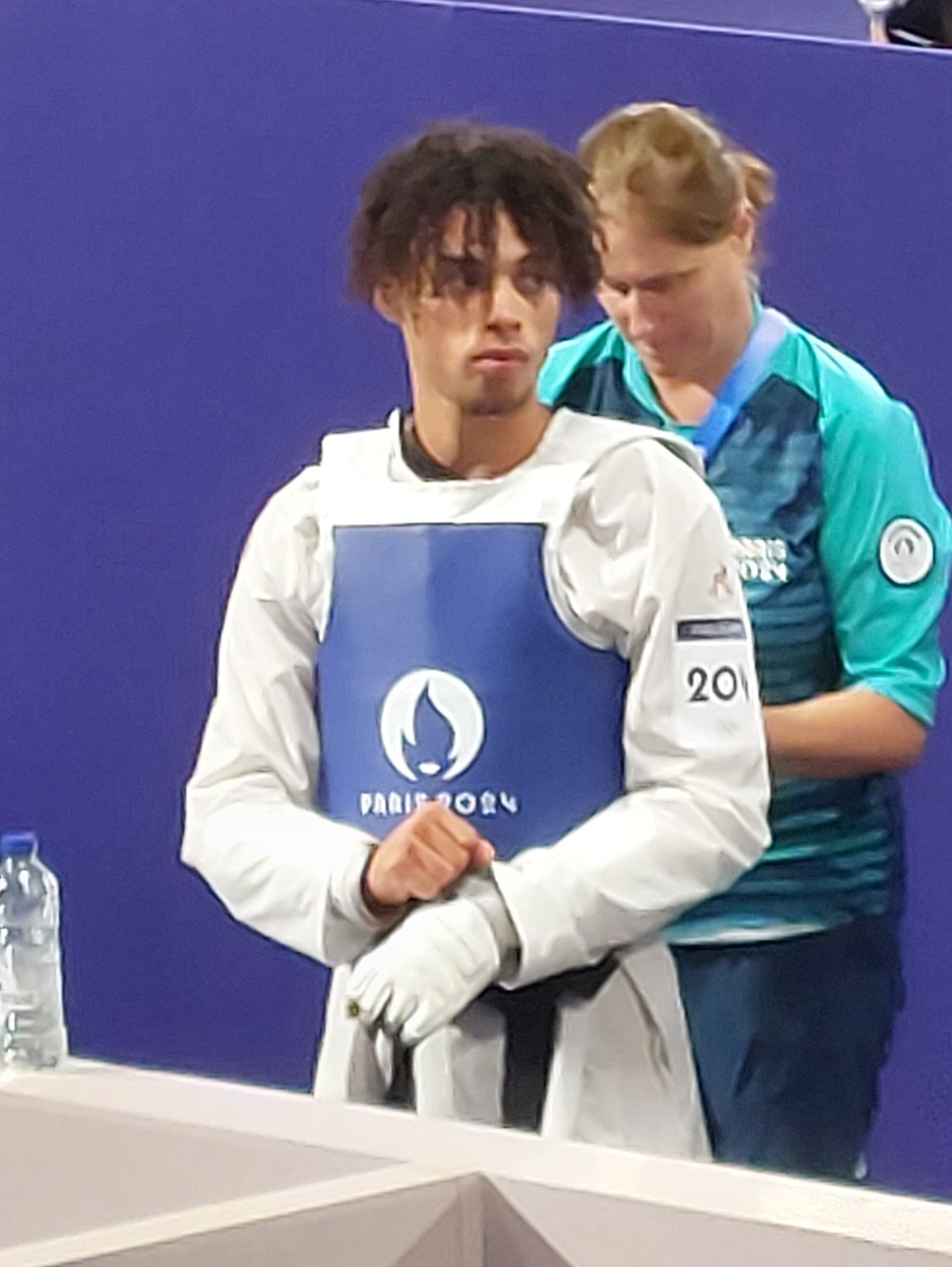
Cyrian Ravet aux JO de Paris 2024.

Il remporte la médaille de bronze dans la catégorie des moins de 58 kg aux Jeux européens de 2023 à Krynica-Zdrój.
Il décroche la médaille de bronze aux Jeux olympiques de Paris 2024 (-58kg). Il débute sa compétition par une victoire en huitième de finale face à Georgiy Gurtsiev (2/0) avant de s'incliner en quart-de-finale contre le Sud-Coréen Taejoon Park (1/2). En repêchage, il domine tout d'abord le Vénézuélien Yohandri Granado (2/0) puis bénéficie ensuite du forfait de son adversaire italien Vito Dell'Aquila, blessé, pour s'adjuger la médaille de bronze,. Il apprend qu'il est médaillé de bronze par un journaliste d'Eurosport, avec une réaction devenue virale : "bah bénef".

## Palmarès
- Jeux olympiques
  -  Médaille de bronze des 58 kg aux Jeux olympiques de 2024 à Paris

- Championnats d'Europe
  -  Médaille d'or des 58 kg aux championnats d'Europe pour catégories olympiques de 2020 à Sarajevo
  -  Médaille d'or des 58 kg aux championnats d'Europe de 2021 à Sofia
  -  Médaille d'or des 58 kg aux championnats d'Europe de 2022 à Manchester

- Jeux européens
  -  Médaille de bronze des 58 kg aux Jeux européens de 2023 à Krynica-Zdrój

- Grand Prix
  -  Médaille d'or au Grand Prix Paris-Levallois 2022 - Catégorie G6 −58 kg à Paris
  -  Médaille de bronze au Grand Prix Final - Catégorie G10 −58 kg à Riyad
  -  Médaille de bronze au Tournoi de qualification olympique européen 2021 −58 kg à Sofia

## Décorations
- Chevalier de l'ordre national du Mérite (2024)[10]